# La Piste de l'Oregon
 (octobre 2015).
Si vous disposez d'ouvrages ou d'articles de référence ou si vous connaissez des sites web de qualité traitant du thème abordé ici, merci de compléter l'article en donnant les références utiles à sa vérifiabilité et en les liant à la section « Notes et références ».
The Oregon Trail (La Piste de l'Orégon en français) est un ouvrage écrit par Francis Parkman, paru en 1993.

## Synopsis
Il raconte l'aventure d'un jeune Bostonien durant le printemps 1846. Ce dernier se lance dans la traversée des Rocheuses, réel obstacle pour les colons de la conquête de l'Ouest.
Dans son périple, il est guidé par le fiancé de la fille d'un chef sioux, grâce auquel il est reçu parmi les Oglalas.
Il est détaillé dans le livre la fabrication des tentes, les cérémonies rituelles, banquets, préparatifs de guerre...

## Critiques
La puissance de son récit réside dans son obstination à nous raconter la vie quotidienne d'une épopée tantôt picaresque, tantôt burlesque, dans un univers de tribulations (Jean Hatzfeld, Libération).